# Mała elektrownia wiatrowa
Mała elektrownia wiatrowa – elektrownie wiatrowe niewielkich mocy mające zastosowanie w zasilaniu dedykowanych odbiorników małej mocy. Często Małe elektrownie Wiatrowe (MEW) określane są mianem Przydomowych Elektrowni Wiatrowych.
Określenie czy dana elektrownia zalicza się do grupy małych zależy od wielkości jej łopat. Jeżeli średnica wirnika nie przekracza 2 m to przyjmujemy, że są to małe elektrownie wiatrowe.
Precyzyjną definicję określa norma IEC 61400-02, w połączeniu z lokalnymi regulacjami według niej małą elektrownią wiatrową można nazwać elektrownię, która spełnia następujące warunki:
- Powierzchnia zakreślana przez łopaty turbiny mniejsza od 200 m², ale większa niż 2 m²;
- Moc znamionowa jest mniejsza od 65 kW.
- Napięcie generowane mniejsze niż 1000 V AC lub 1500 V DC.

Powyższa norma wymaga aby w przypadku powierzchni zakreślanej przez wirnik powyżej 14 m² zainstalować dodatkowy hamulec postojowy, ponieważ samo zwarcie uzwojeń może nie wystarczyć do zatrzymania wirnika na czas konserwacji.
Działanie małych elektrowni wiatrowych, jest takie samo jak zwykłych „farm” wiatrowych. Opiera się na systemie, lub pojedynczej turbinie wiatrowej, która zmienia energię kinetyczną wiatru w ruch mechaniczny wirnika.